# Самаритянский язык
Самаритянский язык — диалект арамейского языка, на котором говорили самаритяне; перестал быть разговорным языком между X и XII веком (вытесняется арабским), однако остается литургическим языком. Существуют также другой язык самаритян — самаритянский иврит — традиция чтения древнееврейских текстов, а также самаритянский диалект арабского языка. По форме он напоминает арамейский язык Таргумов и использует самаритянское письмо.

## История развития языка
Выделяют следующие этапы развития языка:
1. Древний период (IV в. до н. э. — VIII в. н. э.), когда самаритянский язык был разговорным.
2. Период вытеснения самаритянского языка арабским из разговорной речи и одновременно — активного литературного творчества на самаритянском языке (IX—XII вв.).
3. Период отмирания самаритянского языка (с XIII в. до наших дней).

### Лексика
Кроме основного пласта лексики, общего для всех западноарамейских диалектов, в языке присутствуют гебраизмы, арабизмы, слова греческого происхождения, а также специфические самаритянские слова и выражения.

## Тексты
Среди важных текстов, написанных на самаритянском языке, — перевод самаритянского Пятикнижия в форме перефразированной версии таргума. Существуют также юридические, экзегетические и литургические тексты, хотя более поздние произведения того же рода часто писались на арабском языке.
На самаритянском языке писалась поэзия, грамматические трактаты, летописи, надписи, календари и брачные контракты.

### Пример
Исход XX.1-6:
1. Umellel Elâ'e yet kel milleyya aalen l'mimar.
2. Ana Šema Eluek deppiqtek men ara d'Miṣrem mibbet av'doothah.
3. La ya'i lakk elah ahkharin, bar minah.
4. La tewed lakh tsilam v'khal d'mu debšumeyya milleilah wedbaraa millera wedbameyya mil'ra l'ar'ah.
5. La tisgad l'hon v'la tifli'khinon arei anah ala anaki Šema elaak el kana mas'ar khoveih awaan al b'nin m'rahdin al dahr t'leethai v'ah; dahr r'vee'ai l'sahnai kad mašl'meen b'nayah l'meekhtei bathar avahth'hohn.
6. Wabed teivoo l'al'fei dahreen l'rahkhamai welnateri fiqqudi.

Возможно обратить внимание на сходство с иудео-арамейским языком Таргума в этом же отрывке (некоторые выражения ниже перефразированы, а не переведены буквально):
1. Umalleil Adonai yat kol pitgamayya ha’illein lemeimar
וּמַלֵּיל יְיָ יָת כָּל פִּתְגָמַיָּא הָאִלֵּין לְמֵימַר‬
2. Ana Adonai elahach de’appeiktach me’ar’a deMiṣrayim mibbeit avduta
אֲנָא יְיָ אֱלָהָךְ דְּאַפֵּיקְתָּךְ מֵאַרְעָא דְּמִצְרַיִם מִבֵּית עַבְדוּתָא‬
3. La yihvei lach elah achoran, bar minni
לָא יִהְוֵי לָךְ אֱלָהּ אָחֳרָן, בָּר מִנִּי‬
4. La ta’aveid lach ṣeilam vechol demu devišmayya mille’eila vediv’ar’a millera vedivmayya millera le’ar’a
לָא תַּעֲבֵיד לָךְ צֵילַם וְכָל דְּמוּ דְּבִשְׁמַיָּא מִלְּעֵילָא וְדִבְאַרְעָא מִלְּרַע וְדִבְמַיָּא מִלְּרַע לְאַרְעָא‬
5. La tisgod lehon vela tiflechinnin arei ana adonai elahach el kanna mas’ar chovei avahan al benin maradin al dar telitai ve’al dar revi’ai lesane’ai kad mašlemin benayya lemichtei batar avahatehon
לָא תִּסְגּוֹד לְהוֹן וְלָא תִּפְלְחִנִּין  אֲרֵי אֲנָא יְיָ אֱלָהָךְ אֵל קַנָּא מַסְעַר חוֹבֵי אֲבָהָן עַל בְּנִין מָרָדִין עַל דָּר תְּלִיתַאי וְעַל דָּר רְבִיעַאי לְסָנְאָי כַּד מַשְׁלְמִין בְּנַיָּא לְמִחְטֵי בָּתַר אֲבָהָתְהוֹן‬
6. Ve’aveid teivu le’alfei darin lerachamai ulenaterei pikkodai
וְעָבֵיד טֵיבוּ לְאַלְפֵי דָּרִין לְרָחֲמַי וּלְנָטְרֵי פִּקּוֹדָי‬